# John Parrish (acteur)
Pour les articles homonymes, voir Parrish et John Parrish.
John Parrish, né le 25 février 1896 à Lindenhurst (État de New York) et mort le 18 avril 1988 à Los Angeles (Californie), est un acteur américain.

## Biographie
Né dans l'État de New York, John Parrish débute au théâtre à Broadway en 1922, y jouant dans dix-huit pièces, la dernière en 1944-1945 étant Catherine Was Great de (et avec) Mae West. Entretemps, il se produit sur les planches new-yorkaises notamment dans quatre pièces de William Shakespeare, Roméo et Juliette (1923, avec Jane Cowl interprétant Juliette et Dennis King), Hamlet (1936, avec Leslie Howard dans le rôle-titre et Alexander Scourby), Antoine et Cléopâtre (1937, avec Conway Tearle et Tallulah Bankhead dans les rôles-titre) et Richard III (1943, avec George Coulouris dans le rôle-titre et Mildred Dunnock).
Hors Broadway, il joue entre autres au Hanna Theatre (en) de Cleveland (Ohio), en particulier dans une autre pièce de Shakespeare, Macbeth (1942, avec Maurice Evans dans le rôle-titre et Judith Anderson).
Au cinéma, il contribue à trente-quatre films américains (incluant des westerns), les trois premiers sortis en 1947, dont La Brigade du suicide d'Anthony Mann (avec Dennis O'Keefe et Alfred Ryder). Suivent entre autres Jeanne d'Arc de Victor Fleming (1948, avec Ingrid Bergman dans le rôle-titre, lui-même personnifiant Jean Beaupère), Jules César (1953, avec Louis Calhern dans le rôle-titre et Marlon Brando) et La Comtesse aux pieds nus (1954, avec Ava Gardner et Humphrey Bogart), ces deux derniers réalisés par Joseph L. Mankiewicz. Notons aussi trois réalisations de Cecil B. DeMille, dont Les Dix Commandements (avec Charlton Heston et Yul Brynner), son avant-dernier film ; le dernier est Kronos de Kurt Neumann (1957, avec Jeff Morrow et Barbara Lawrence).
Enfin, à la télévision américaine, il apparaît dans vingt-deux séries, en particulier de western, dont The Lone Ranger (sa première série, un épisode, 1949), Les Aventuriers du Far West (trois épisodes, 1952-1959), Au nom de la loi (un épisode, 1960) et Bat Masterson (deux épisodes, 1960-1961), sa dernière série, après laquelle il se retire des écrans.
John Parrish meurt en 1988, à 92 ans.

## Théâtre

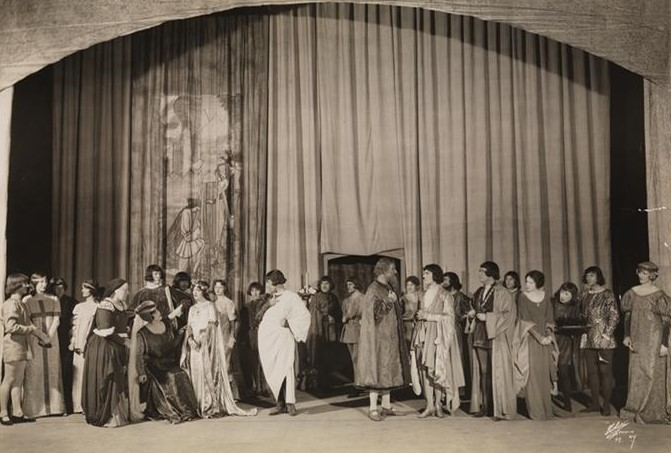
Scène d'ensemble de Roméo et Juliette (Broadway, 1923)

### Broadway
- 1922 : Malvaloca (en) de Serafín Álvarez Quintero, adaptation de Jacob S. Fassett : un ouvrier
- 1923 : Roméo et Juliette (Romeo and Juliet) de William Shakespeare, mise en scène de Frank Reicher : Paris
- 1925 : Caïn (Cain) de Lord Byron : L'Ange
- 1928 : Le Patriote (en) (The Patriot) d'Alfred Neumann, adaptation d'Ashley Dukes : le prince Platon Zuboff
- 1928 : Maya de Simon Gantillon : le peintre
- 1928 : Les Furies (The Furies) de Zoe Akins : Otis
- 1932 : Happy Landing de John B. Hymer et William E. Barry : Ira Thompson
- 1932 : Carry Nation (en) de Frank McGrath, mise en scène de Blanche Yurka : George Moore
- 1933 : The Mountain de Carty Ranck : Jim McIntyre
- 1934 : Love Kills d'Ida Lublenski Ehrlich (en) : Harry Deming
- 1935 : Prisoners of War de J. R. Ackerly : Jellerton
- 1936 : Hamlet de William Shakespeare, production de Leslie Howard, mise en scène de Leslie Howard et John Houseman, musique de scène de Virgil Thomson : Bernardo
- 1936-1937 : The Holmeses of Baker Street de Basil Mitchell : Williams
- 1937 : Antoine et Cléopâtre (Antony and Cleopatra) de William Shakespeare, décors et costumes de Jo Mielziner : Menas
- 1940 : The Unconquered (en), adaptation par Ayn Rand de son roman Nous, les vivants (We the Living), production et mise en scène de George Abbott, décors de Boris Aronson : un soldat
- 1941 : Mr. Big de Margaret Shane et Arthur Sheckman (en), mise en scène de George S. Kaufman : Jack Lamperson
- 1943 : Richard III (King Richard III) de William Shakespeare, mise en scène de George Coulouris : Sir Richard Ratcliffe
- 1944-1945 : Catherine Was Great (en) de Mae West : le maréchal Suvorov

### Cleveland
(Hanna Theatre)
- 1940 : Lady in Waiting de Margery Sharp
- 1942 : Macbeth de William Shakespeare
- 1942 : Her First Murders de Robert Presnel, production et mise en scène de Marion Gering

## Filmographie partielle

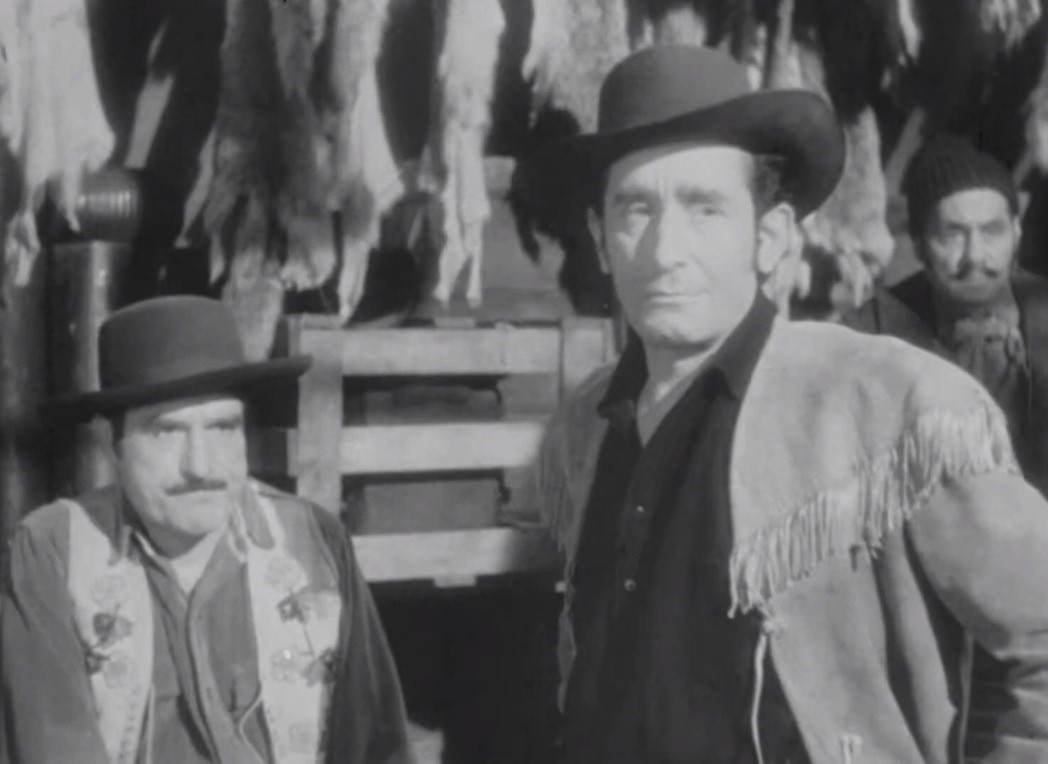
Avec Victor Jory (à d.), dans Canadian Pacific (1949)

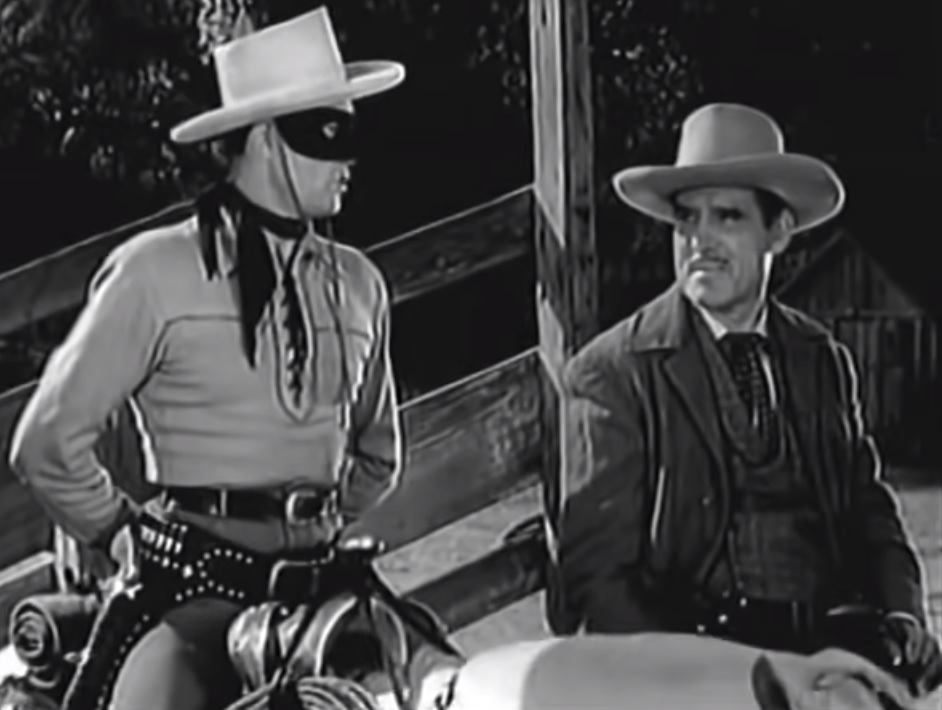
Avec Clayton Moore (à g.), dans la série The Lone Ranger, épisode Pete et Pedro (1949)

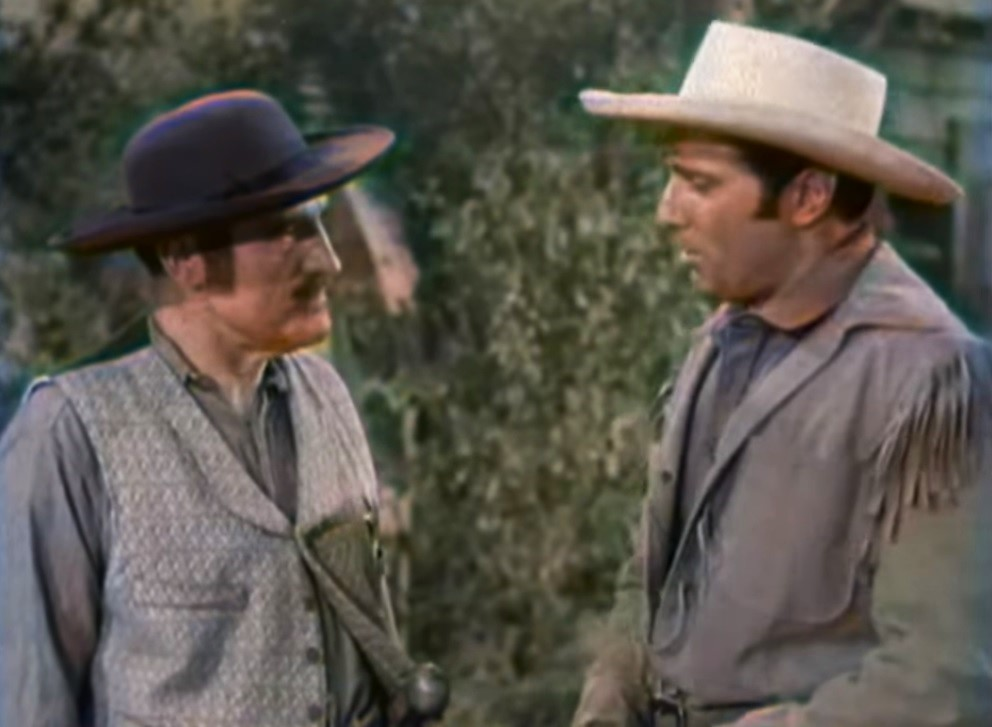
Avec Scott Forbes (à d.), dans la série ', épisode Le Fantôme de Jean Battoo (1956)

### Cinéma
- 1947 : Sérénade à Mexico (Honeymoon) de William Keighley : le congressiste Gilhooley
- 1947 : La Brigade du suicide (T-Men) d'Anthony Mann : Harry
- 1948 : Le Destin du fugitif (Four Faces West) d'Alfred E. Green : le banquier Frenger
- 1948 : La Dame au manteau d'hermine (That Lady in Ermine) d'Ernst Lubitsch et Otto Preminger : un ancêtre
- 1948 : Jeanne d'Arc (Joan of Arc) de Victor Fleming : le juge Jean Beaupère
- 1948 : Il marchait dans la nuit (He Walked by Night) d'Alfred L. Werker et Anthony Mann : un commerçant-témoin
- 1949 : Secret de femme (A Woman's Secret) de Nicholas Ray : le professeur Paul Camelli
- 1949 : Canadian Pacific d'Edwin L. Marin : M. Gautier
- 1949 : Samson et Dalila (Samson and Delilah) de Cecil B. DeMille : le seigneur de Gath
- 1950 : La Ruée vers la Californie (California Passage) de Joseph Kane : un responsable de station
- 1951 : Les Rebelles du Missouri (The Great Missouri Raid) de Gordon Douglas : le shérif
- 1952 : Sous le plus grand chapiteau du monde (The Greatest Show on Earth) de Cecil B. DeMille : Jack Lawson
- 1953 : Jules César (Julius Caesar) de Joseph L. Mankiewicz : Titinius
- 1953 : Le Trésor du Guatemala (The Treasure of the Golden Condor) de Delmer Daves : Turnkey
- 1953 : Salomé (Salome) de William Dieterle : un politicien
- 1954 : Le Fantôme de la rue Morgue (Phantom of the Rue Morgue) de Roy Del Ruth : le barman
- 1954 : La Comtesse aux pieds nus (The Barefoot Contessa) de Joseph L. Mankiewicz : Max Black
- 1956 : Les Dix Commandements (The Ten Commandments) de Cecil B. DeMille : le sheik de Rephidim
- 1957 : Kronos de Kurt Neumann : le général Perry

### Télévision
(séries)
- 1949 : The Lone Ranger, saison 1, épisode 7 Pete et Pedro (Pete and Pedro) : Jeff Grant
- 1952-1959 : Les Aventuriers du Far West (Death Valley Days)
  - Saison 1, épisode 1 How Death Valley Got Its Name (1952) de Stuart E. McGowan : Asa Bell Bennett
  - Saison 7, épisode 15 A Bullet for the Captain (1959 : Fred Pierson) de George Archainbaud et épisode 26 The Newspaper That Went to Jail (1959 : McDaniels) de George Blair
- 1956 : Les Aventures de Jim Bowie (en) (The Adventures of Jim Bowie), saison 1, épisode 9 Le Fantôme de Jean Battoo (The Ghost of Jean Battoo) de Lewis R. Foster : le shérif
- 1957 : Cheyenne, saison 3, épisode 3 The Mutton Puncher de Franklin Adreon : le docteur
- 1957 : Badge 714 (Dragnet), saison 7, épisode 7 The Big Dip : rôle non spécifié
- 1957 : Gunsmoke ou Police des plaines (Gunsmoke ou Marshal Dillon), saison 3, épisode 12 How to Kill a Woman de John Rich : le vieux rancher
- 1960 : Au nom de la loi (Wanted: Dead or Alive), saison 2, épisode 17 Qui est cet homme ? (A Mental Lapse) de Thomas Carr : le shérif Persall
- 1960-1961 : Bat Masterson
  - Saison 2, épisode 21 Cattle and Cane (1960) : Ron Olson
  - Saison 3, épisode 23 Episode in Eden (1961) : Frank Jennings